# 巨勢相覧
巨勢 相覧（こせ の おうみ、生没年不詳）は、平安時代中期の宮廷画家。相見とも書く。巨勢金岡の子とされる。

## 経歴・人物
『大間成文抄』によると延喜元年（901年）に讃岐少目従八位下となる。『源氏物語』の絵合の巻に詞書は紀貫之、絵は相覧という『竹取物語絵巻』が登場する。作品は現存せず。